# Andrew Smith (zoolog)
Andrew Smith, född 1797, död 1872, var en brittisk läkare och naturforskare.
Smith blev 1819 medicine doktor i Edinburgh, vistades 1821–1838 i Sydafrika och var 1851–1858 generaldirektör för det brittiska militärmedicinalväsendet. Det var på Smiths initiativ som britterna erövrade Natal. Bland hans många arbeten över Sydafrikas naturalhistoria och antropologi har särskilt Illustrations of the Zoology of South Africa (1838–1847) blivit berömt.